# Sambas de Enredo 2012
Sambas de Enredo 2012 é um álbum com as músicas das escolas de samba do Grupo Especial do Rio de Janeiro para o carnaval de 2012. Foi lançado no dia 1 de dezembro de 2011, pela Universal Music em parceria com a Gravasamba. O disco foi gravado entre outubro e novembro de 2011, após as agremiações realizarem suas disputas de samba-enredo. Na primeira fase da produção, foram gravadas ao vivo, na Cidade do Samba, a bateria das escolas e o coro com a participação das comunidades. Na segunda fase, foram gravadas as bases musicais e as vozes dos intérpretes no estúdio Cia. dos Técnicos, em Copacabana, no Rio. O álbum foi produzido por Laíla e Mário Jorge Bruno, com direção artística de Zacarias Siqueira de Oliveira, e arranjos musicais de Alceu Maia e Jorge Cardoso. Foi mantido o mesmo efeito de continuidade adotado no álbum de 2011, com o final de uma faixa e o início de outra sem alteração no som. Cada faixa inicia com uma locução de Jorge Perlingeiro anunciando a escola, o enredo e os intérpretes. As baterias ganharam mais destaque, fazendo rápidas introduções antes dos intérpretes iniciarem o canto.
Campeã do carnaval de 2011, a Beija-Flor abre o disco com um samba sobre a cultura e o misticismo de São Luís do Maranhão. A canção da Unidos da Tijuca homenageia os cem anos de nascimento de Luiz Gonzaga. Outro centenário comemorado é o de Jorge Amado, no samba da Imperatriz. A faixa da Mangueira, sobre o cinquentenário do bloco Cacique de Ramos, tem a participação de Beth Carvalho, Jorge Aragão, Sombrinha, Dudu Nobre e Xande de Pilares. A Vila Isabel inovou ao utilizar um contracanto em seu samba sobre a relação entre Brasil e Angola. A literatura de cordel é o tema do samba do Salgueiro. Nos cinquenta anos da morte de Candido Portinari, o pintor é homenageado no samba da Mocidade Independente de Padre Miguel. Após um ano fora do Grupo Especial, Wander Pires retornou ao carnaval carioca gravando o samba da Porto da Pedra, sobre o iogurte. A São Clemente usou da irreverência para fazer um samba sobre musicais. A obra da Grande Rio é inspirada em exemplos de superação.
A canção da Portela, sobre manifestações culturais e religiosas da Bahia, recebeu elogios por apresentar três refrãos, quebrando a estrutura comumente utilizada em samba-enredo; e se aproximar do samba de roda com uma letra criativa, que pouco se prendeu à sinopse do enredo. O samba da União da Ilha relaciona Londres ao Rio de Janeiros, as sedes das Olimpíadas de 2012 e de 2016. A obra da Renascer de Jacarepaguá, campeã do Grupo de Acesso em 2011 e estreante no Grupo Especial, homenageia o pintor Romero Britto.
O álbum recebeu críticas positivas dos especialistas e esteve entre os mais vendidos do país no período do seu lançamento até o carnaval, chegando a ocupar a terceira posição do Top 20 Semanal da ABPD. No Desfile das Escolas de Samba de 2012, apenas as obras de Portela e Vila Isabel receberam nota máxima de todos os julgadores. O samba da Portela recebeu todos os prêmios do carnaval e oito anos depois, em 2020, foi eleito o melhor samba da década por uma votação popular online promovida pelo jornal O Globo com participação de especialistas no quesito.

## Antecedentes
Campeã do carnaval de 2011, a Beija-Flor anunciou seu enredo em 18 de abril de 2011, logo após uma reunião com a governadora do Maranhão, Roseana Sarney, no Palácio dos Leões. Ficou definido que a escola faria uma homenagem a São Luís, capital do Maranhão, que completou quatrocentos anos em 2012. Com enfoque na cultura da cidade e destaque para as crenças e o misticismo local, o enredo "São Luís – O Poema Encantado do Maranhão" foi assinado pela comissão de carnaval da escola, formada por André Cezari, Fran Sérgio, Laíla, Ubiratan Silva e Victor Santos.
Vice-campeã de 2011, a Unidos da Tijuca decidiu homenagear Luiz Gonzaga, morto em 1989. O cantor completaria cem anos em 2012. No enredo proposto pelo carnavalesco Paulo Barros, reis e rainhas do mundo real e da ficção desembarcam no Brasil para coroar Gonzaga como o Rei do Sertão. A Mangueira trocou de carnavalesco, contratando Cid Carvalho, que no ano anterior estava na Mocidade Independente de Padre Miguel. Junto com Beth Carvalho, Sergio Cabral e Bira Presidente, o carnavalesco desenvolveu um enredo sobre os cinquenta anos do bloco Cacique de Ramos.
Quarta colocada no carnaval de 2011, a Unidos de Vila Isabel manteve a carnavalesca Rosa Magalhães, que desenvolveu, junto com o pesquisador Alex Varela, um enredo sobre a relação entre Brasil e Angola, focando no aspecto histórico-cultural. O Salgueiro escolheu um enredo sobre a literatura de cordel, desenvolvido pelo casal de carnavalescos Renato Lage e Márcia Lage junto com o Departamento Cultural da escola. A Imperatriz Leopoldinense manteve o carnavalesco Max Lopes, que desenvolveu um enredo sobre Jorge Amado, morto em 2001. O escritor completaria cem anos em 2012. A Mocidade contratou Alexandre Louzada, que no ano anterior estava na Beija-Flor. O carnavalesco escolheu um enredo sobre o pintor brasileiro Cândido Portinari, morto cinquenta anos antes, em 1962. A escola também trocou seu intérprete. Com o pedido de demissão de Nêgo, a agremiação contratou Luizinho Andanças, que no ano anterior estava na Porto da Pedra.
Oitava colocada no carnaval de 2011, a Unidos do Porto da Pedra foi uma das únicas escolas a apostar em um enredo patrocinado. A agremiação foi financiada pela Danone para realizar um desfile sobre o iogurte e recebeu muitas críticas pela escolha do tema. À princípio, o enredo seria desenvolvido por Roberto Szaniecki, mas o carnavalesco foi desligado da escola após divergências durante o processo de criação. Para seu lugar, a escola contratou o carnavalesco Jaime Cezário. Com a saída de Luizinho Andanças, Wander Pires foi contratado pela escola. O intérprete fez seu retorno ao carnaval carioca após ficar de fora do Grupo Especial em 2011. A São Clemente escolheu um enredo sobre musicais nacionais e internacionais. O enredo foi assinado pelo carnavalesco Fábio Ricardo e o pesquisador Marcos Roza. A Grande Rio não concorreu no ano anterior devido à um incêndio que destruiu seu barracão dias antes do carnaval. O episódio inspirou o carnavalesco Cahê Rodrigues a desenvolver um enredo sobre exemplos de superação.
A Portela foi outra escola atingida por um incêndio em 2011. Para 2012, a agremiação contratou o carnavalesco Paulo Menezes, que no ano anterior estava na Porto da Pedra. Paulo desenvolveu um enredo sobre manifestações culturais e religiosas da Bahia, tendo Clara Nunes como fio condutor. A escola teve apoio do governo do estado.  Terceira escola que não concorreu em 2011 devido ao incêndio na Cidade do Samba, a União da Ilha do Governador escolheu um enredo do carnavalesco Alex de Souza sobre as cidades de Londres e Rio de Janeiro, as sedes das Olimpíadas de 2012 e de 2016. Campeã do Grupo A de 2011, a Renascer de Jacarepaguá escolheu fazer sua estreia no Grupo Especial com um desfile em homenagem ao pintor brasileiro Romero Britto. O enredo foi assinado pelo carnavalesco Edson Pereira.

## Escolha dos sambas
Mangueira e Renascer foram as primeiras escolas a definirem seus sambas para o carnaval de 2012. As duas finais de disputa foram realizadas na madrugada do sábado, dia 8 de outubro de 2011. Na Mangueira, venceu a parceria de Igor Leal, Lequinho, Júnior Fionda e Paulinho Carvalho. Mais de oito mil pessoas acompanharam a final na quadra da escola, entre elas, a cantora Alcione e o estilista Jean-Paul Gaultier. Após a escolha da obra, o presidente da escola, Ivo Meirelles, fez duas mudanças na letra. Foi incluída a palavra 'novo' no verso "Salve o novo Palácio do Samba", explicitando o desejo de construir uma nova quadra para a agremiação; e o verso que originalmente era "já começou a festa" foi alterado para "a Surdo Um faz festa", mencionando a bateria da escola, na época, chamada de Surdo Um.

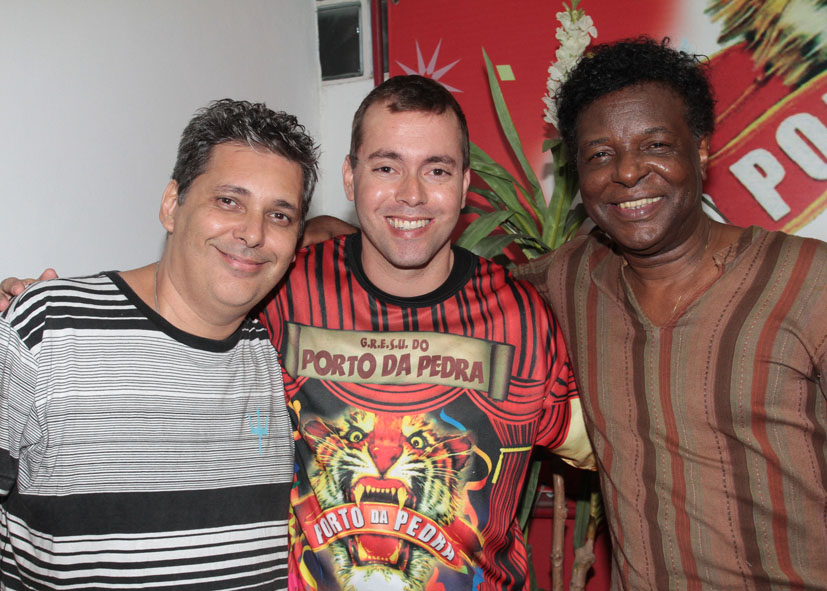
Cláudio Russo (ao centro) é um dos compositores do samba da Renascer.

Na Renascer, a parceria de Cláudio Russo, Adriano Cesário, Fábio Costa e Isaac venceu outras três obras concorrentes. Pela quarta vez, Cláudio Russo assina uma obra da escola. O anúncio do samba campeão foi feito pelo presidente da agremiação, Antônio Carlos Salomão, por volta das quatro horas da manhã. Mais de cinco mil pessoas estiveram presentes na quadra da escola, no Tanque. Homenageado pelo enredo, o pintor Romero Britto viajou dos EUA, onde reside, para participar da festa.
O Salgueiro foi a terceira escola a escolher o samba. A final da disputa salgueirense foi realizada na madrugada da quarta-feira, dia 12 de outubro de 2011. Mais de oito mil pessoas passaram pela quadra da escola, no Andaraí. O resultado foi anunciado após as cinco horas da manhã. A obra da parceria formada pelos compositores Marcelo Motta, Tico do Gato, Ribeirinho, Dilson Marimba, Dominguinhos PS e Diego Tavares venceu os sambas de outras duas parcerias: de Xande de Pilares e de Demá Chagas.

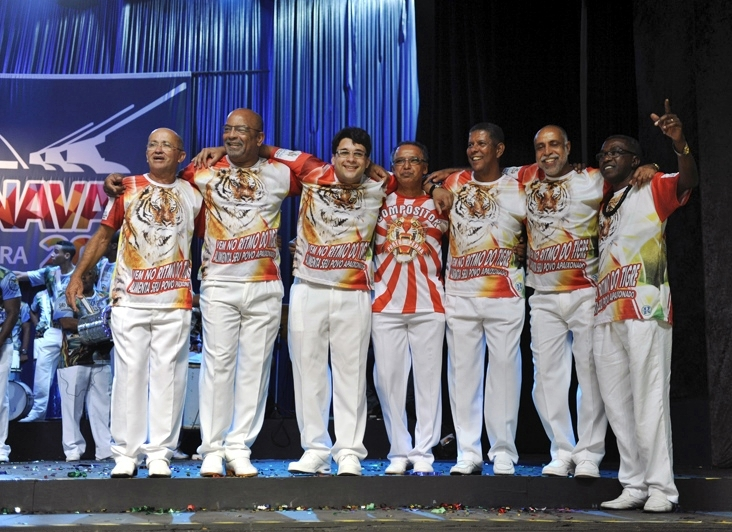
Os compositores do samba da Porto da Pedra na festa de lançamento do álbum.

Três escolas realizaram suas finais de disputa na madrugada do sábado, dia 15 de outubro de 2011. Na Porto da Pedra, o samba dos compositores Vadinho, Fernando Macaco, Tião Califórnia, Cici Maravilha, Bento, Denil e Oscar Bessa venceu outras três parcerias. Aos 76 anos, Vadinho venceu sua terceira disputa na escola. Cerca de oito mil pessoas acompanharam a final na quadra da agremiação, em São Gonçalo. O resultado foi divulgado por volta das cinco horas e quinze minutos da manhã do sábado. Na São Clemente, o samba da parceria de Ricardo Góes, Grey, Serginho Machado, Marcos Antunes, FM, Guguinha, Vania Soares e Flavinho Segal derrotou outras duas obras concorrentes.

Com sua quadra em reforma, a Portela realizou sua final na quadra da Caprichosos, em Pilares. A obra da parceria de Wanderley Monteiro, Luiz Carlos Máximo, Toninho Nascimento, Naldo e André do Posto 7 derrotou os sambas de outras duas parcerias: de Diogo Nogueira e de Neyzinho do Cavaco. Foi a terceira vitória de Wanderley e Luiz Carlos, que também assinam as obras de 2009 e 2011 da agremiação. Autor dos sambas de 2002, 2006, 2010 e 2011, Naldo venceu pela quinta vez na escola. André venceu pela segunda vez e Toninho conquistou sua primeira vitória. Para chegar à final, a parceria campeã gastou entre 25 e 30 mil reais. Desde seu lançamento, a obra conquistou admiradores na internet por apresentar uma estrutura com três refrãos e características que se aproximam do samba de roda, diferente do que era usual em samba-enredo na época.
"Desde que o samba começou na disputa ele estava crescendo e acabou ganhando admiradores em vários locais do país. A internet ajudou muito e virou um fenômeno. Fugimos do que as pessoas estão acostumadas e fomos buscar o diferente. A Portela está feliz."
—Wanderley Monteiro, tricampeão em disputas da Portela.

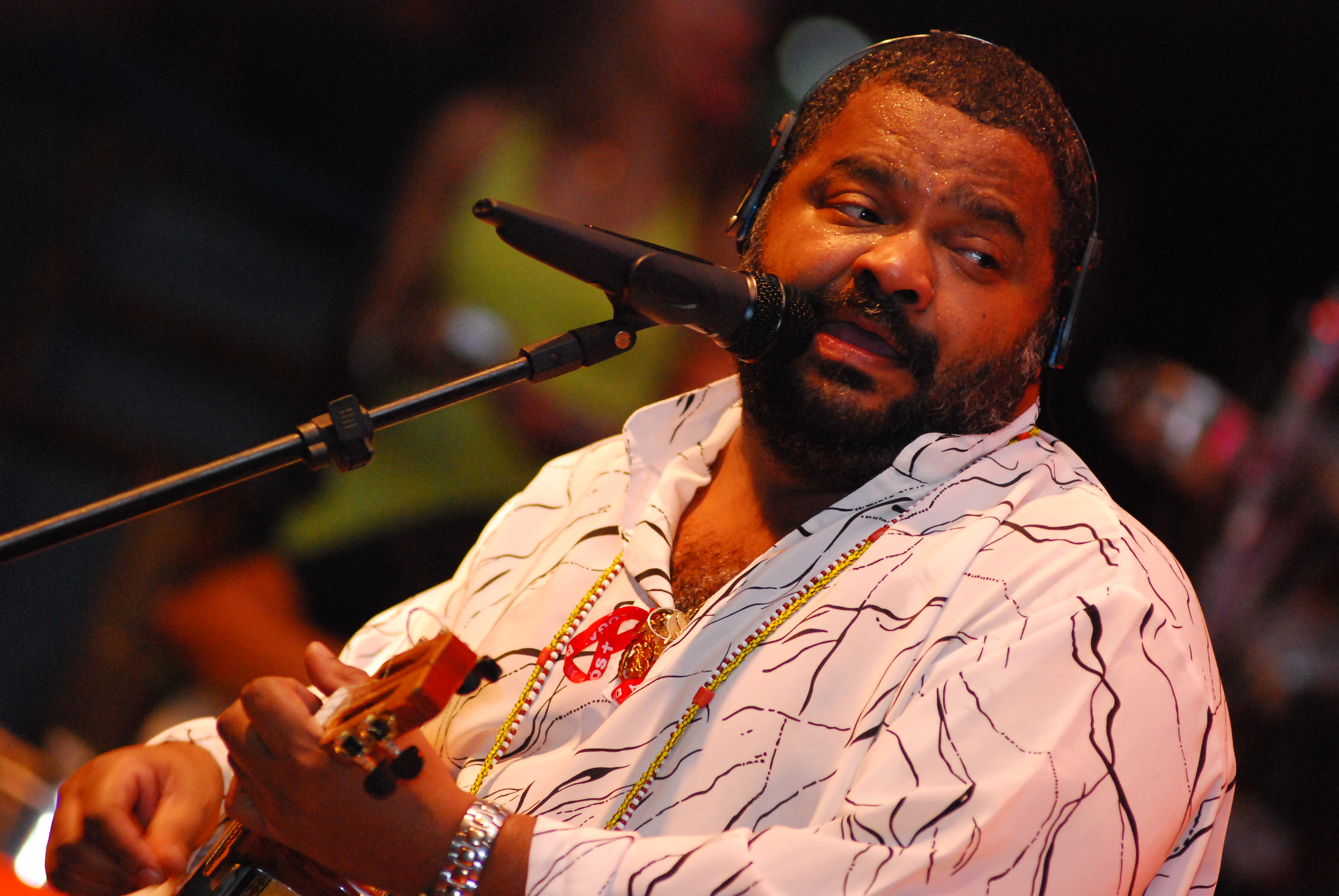
Pela primeira vez, Arlindo Cruz assinou um samba na Vila Isabel.

Outras três escolas realizaram suas finais na madrugada de domingo, dia 16 de outubro de 2011. Na Unidos da Tijuca, venceu a parceria de Vadinho, Josemar Manfredini, Jorge Callado e Silas Augusto. Na Grande Rio, venceu a obra dos compositores Edispuma, Licinho Jr., Marcelinho Santos, Foca, Melo. Foi a terceira vitória de Licinho, que também assina o samba do ano anterior. Após a escolha da obra, a direção da escola alterou o trecho "faço da vida um grande festival", modificado para "em Parintins um grande festival". Na Vila Isabel, a festa terminou após as seis horas da manhã de domingo. O samba dos compositores Evandro Bocão, Arlindo Cruz, André Diniz, Leonel e Artur das Ferragens venceu a obra da parceria de Mart'nália. Pela primeira vez, Arlindo participou e venceu uma disputa na Vila. André Diniz ganhou sua décima terceira disputa, se firmando como o segundo maior compositor da escola, atrás apenas de Paulo Brazão, que tem dezessete sambas na agremiação.
"Estou feliz com minha estreia premiada na Vila Isabel. Esse enredo tem tudo a ver com a minha história de vida e, principalmente, minha história musical. Angola foi o primeiro país do exterior em que cantei. Lá, Martinho da Vila segurou a bandeira do samba e bradou nossa luta pelos ventos."
—Arlindo Cruz, sobre sua primeira vitória na Vila Isabel.

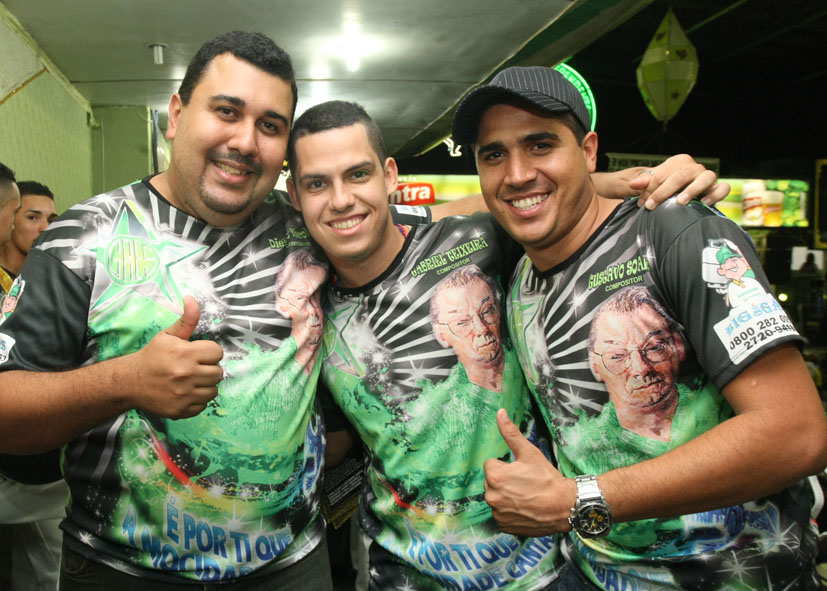
Os compositores do samba da Mocidade Independente.

A Mocidade realizou sua final na madrugada de segunda-feira, dia 17 de outubro de 2011. Cinco obras estavam na disputa. Na votação da comissão julgadora, dois sambas empataram: As obras das parcerias de Diego Nicolau e de Jorginho Medeiros. Seguindo o que determinava o regulamento do concurso, o desempate coube ao presidente da escola, Paulo Vianna, que escolheu o samba de Diego Nicolau, Gabriel Teixeira e Gustavo Soares. Na mesma noite, a União da Ilha também definiu seu samba. Com sua quadra em reforma, a escola realizou sua final no ginásio da Portuguesa. Quatro parcerias disputavam a final, mas a diretoria da Ilha decidiu fazer a junção de dois sambas concorrentes. Da obra de Marquinhus do Banjo, Alberto Varjão, Eduardo, Alan das Candongas e Márcio André Filho, foi aproveitada a maior parte da letra. Da composição de Carlinhos Fuzil, Fabiano Fernandes, Aloísio Villar, Cadinho e Roger Linhares foram utilizados alguns versos e uma parte do refrão.

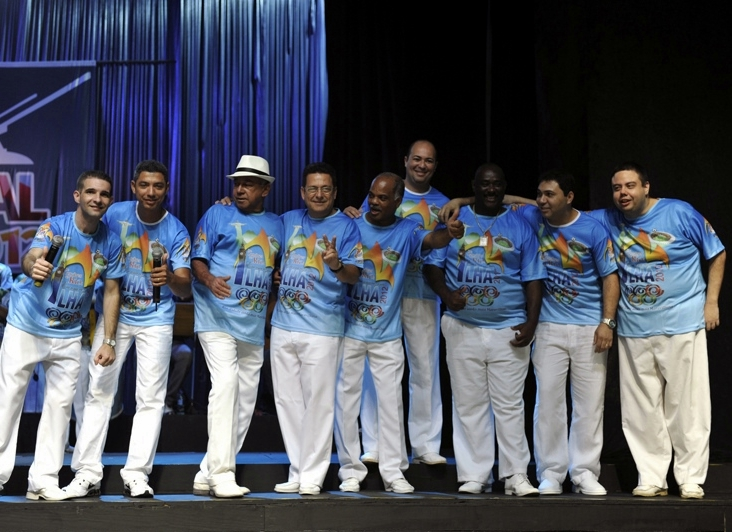
Os compositores do samba da Ilha no lançamento do álbum.

"Todas as obras dessa final são muito boas. Sei que nem sempre será dessa maneira, mas às vezes dois é melhor do que um. Quando surgiu a possibilidade de junção, começamos a fazer uma avaliação séria e responsável. Todos os segmentos da escola foram ouvidos. Nós temos um samba forte e alegre como é a característica da União da Ilha. Uma máquina de produzir alegria."
—Ney Filardi, presidente da União da Ilha.

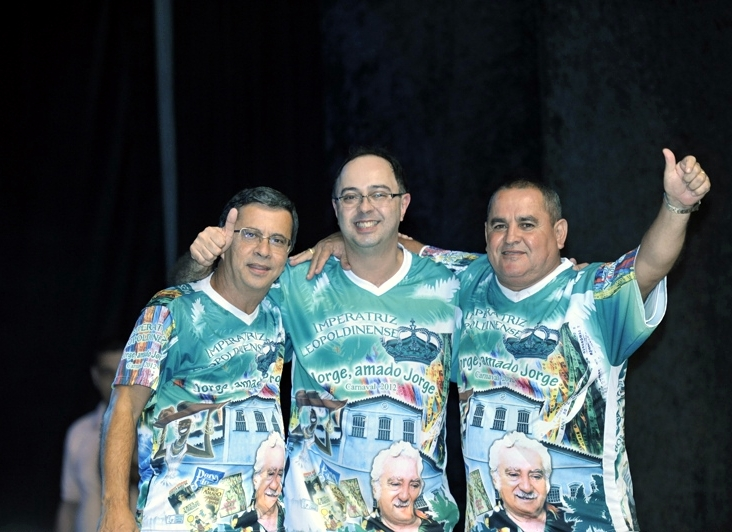
Os compositores do samba da Imperatriz Leopoldinense.

A Imperatriz escolheu seu samba na madrugada da terça-feira, dia 18 de outubro de 2011. A obra dos compositores Jeferson Lima, Ribamar, Alexandre D’Mendes, Cristovão Luiz e Tuninho Professor venceu por unanimidade os outros três sambas concorrentes. Pela décima segunda vez, Tuninho Professor assina um samba da Imperatriz. O compositor é o segundo mais vitorioso da escola, ficando atrás apenas de Guga, que tem quinze sambas na agremiação. Segundo o diretor de carnaval da escola, André Bonatte, o carnavalesco Max Lopes optou por uma obra mais subjetiva, menos didática e mais poética.
Campeã do carnaval 2011, a Beija-Flor foi a última escola a definir seu samba para 2012. Por causa do mau tempo, a final que estava marcada para a terça-feira, dia 17 de outubro de 2011, foi transferida para quinta-feira, dia 20. Duas parcerias disputaram a final: o samba dos compositores J. Velloso, Adilson China, Carlinhos do Detran, Silvio Romai, Hugo Leal e Gilberto Oliveira e a obra dos compositores Samir Trindade, Serginho Aguiar, Jr Beija-Flor, Ricardo Lucena, Thiago Alves e Romulo Presidente. A diretoria da escola decidiu juntar partes das duas composições. Foi a terceira vitória seguida de Samir e Serginho. Jr Beija-Flor, filho de Neguinho da Beija-Flor, venceu pela segunda vez consecutiva. Entre os compositores também está o então deputado federal Hugo Leal, na época, filiado ao Partido Social Cristão.

## Gravação e lançamento

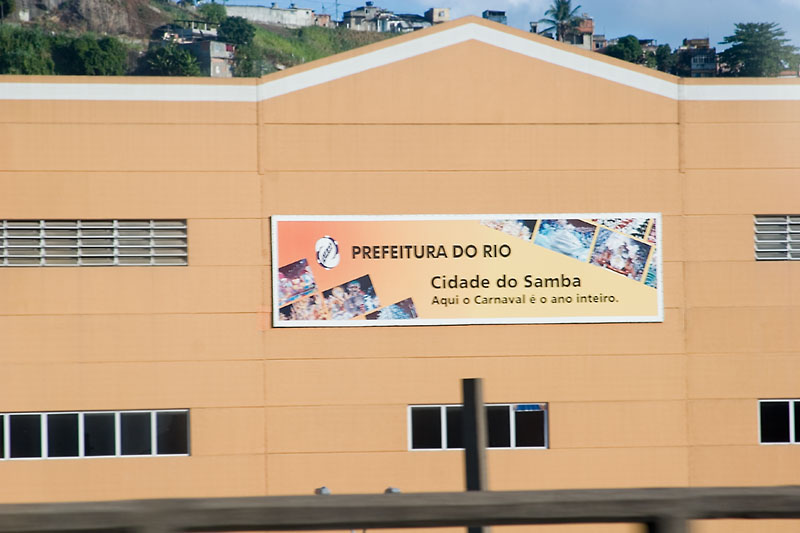
Cidade do Samba, onde foi gravada a parte ao vivo do álbum.

O álbum foi produzido por Laíla e Mário Jorge Bruno, com direção artística de Zacarias Siqueira de Oliveira, e arranjos musicais de Alceu Maia e Jorge Cardoso. As gravações foram divididas em três fases: gravação da bateria e do coro da comunidade, ao vivo, num estúdio montado na praça central da Cidade do Samba; gravação dos instrumentos de base no estúdio; e gravação de voz dos intérpretes no estúdio. As gravações na Cidade do Samba começaram na segunda-feira, dia 17 de outubro de 2011, com a Mangueira. Na terça-feira, dia 18, foi a vez de Salgueiro e Portela gravarem suas obras. Renascer, Grande Rio e Porto da Pedra gravaram na quarta-feira, dia 19. São Clemente, Vila Isabel e Unidos da Tijuca gravaram na quinta-feira, dia 20. Na sexta-feira, dia 21, foi a vez de Mocidade, União da Ilha, Imperatriz e Beija-Flor. Nessa primeira fase, cada escola levou determinada quantidade de componentes para a gravação do coro do samba e ritmistas para gravar a base da bateria. Nas etapas posteriores, foram gravadas, na Cia. dos Técnicos Studio, em Copacabana, as bases instrumentais e as vozes dos intérpretes. A Liga Independente das Escolas de Samba (LIESA) promoveu uma festa para convidados para lançamento do álbum na noite da quinta-feira, dia 1 de dezembro de 2011, na Cidade do Samba. Acompanhadas pela bateria da Beija-Flor, cada escola apresentou sua obra.

## Designvisual
Tradicionalmente, a capa do álbum e seu design visual remetem à escola campeã do carnaval anterior, enquanto a contracapa remete à vice-campeã. Na capa de Sambas de Enredo 2012 é utilizada uma imagem do fotógrafo Henrique Matos focalizando Fabíola David, que desfilou como destaque no carro abre-alas da Beija-Flor em 2011 com uma fantasia intitulada "O Beijo na Flor". Além do título do álbum, a capa contém a inscrição "Beija-Flor Campeã", nas cores da escola, azul e branco. Fabio Oliveira é o responsável pela arte da capa. O CD também é azul, remetendo à Beija-Flor e o encarte contém as letras dos sambas com as bandeiras de cada escola. A capa do álbum recebeu críticas dos especialistas, uma vez que Fabíola, que é esposa de Anísio Abraão David, presidente de honra da Beija-Flor, já havia estampado a capa do álbum de 2009, além de estar presente em outras capas estampadas pela escola de Nilópolis.
A contracapa do álbum monstra uma imagem, também do fotógrafo Henrique Matos, focalizando a segunda alegoria do desfile de 2011 da Unidos da Tijuca, intitulada "Avatar", que tinha como tema o filme de mesmo nome. A imagem contém a inscrição "Tijuca vice-campeã" e o nome das escolas que compõem o álbum, com letras e detalhes nas cores azul, amarelo e branco. Leandro Siqueira e Alberto Vilar são os responsáveis pelo projeto gráfico.

## Faixas
Tradicionalmente, a lista de faixas segue a ordem de classificação do carnaval anterior. A primeira faixa é da campeã de 2011, Beija-Flor; a segunda é da vice-campeã, Unidos da Tijuca; e assim por diante. As três escolas que não foram julgadas no carnaval de 2011 por causa de um incêndio em seus barracões (Grande Rio, Portela e União da Ilha) ficaram, por ordem alfabética, na parte final do alinhamento. A última faixa é da escola que ascendeu do grupo de acesso, a Renascer de Jacarepaguá, campeã do Grupo A de 2011 e promovida ao Grupo Especial de 2012. Todos as faixas iniciaram com a locução de Jorge Perlingeiro.
| N.º            | Título                                                                                         | Compositor(es) | Intérpretes e participações | Duração |  |
| 1.             | "São Luís - O Poema Encantado do Maranhão" (Beija-Flor)                                        | J. Velloso, Adilson China, Carlinhos do Detran, Samir Trindade, Serginho Aguiar, Jr. Beija-Flor, Silvio Romai, Hugo Leal, Gilberto Oliveira, Ricardo Lucena, Thiago Alves, Romulo Presidente | Neguinho da Beija-Flor (Part.: César Nascimento)                                                                                  | 5:37    |  |
| 2.             | "O Dia em que Toda a Realeza Desembarcou na Avenida para Coroar o Rei Luiz do Sertão" (Tijuca) | Vadinho, Josemar Manfredini, Jorge Callado, Silas Augusto | Bruno Ribas | 5:48    |  |
| 3.             | "Vou Festejar! Sou Cacique, Sou Mangueira!" (Mangueira)                                        | Junior Fionda, Lequinho, Igor Leal, Paulinho Carvalho | Luizito, Zé Paulo Sierra, Ciganerey, Vadinho Freire (Part.: Beth Carvalho, Dudu Nobre, Jorge Aragão, Sombrinha, Xande de Pilares) | 6:12    |  |
| 4.             | "Você Semba Lá... Que Eu Sambo Cá! O Canto Livre de Angola" (Vila Isabel)                      | Evandro Bocão, Arlindo Cruz, André Diniz, Leonel, Artur das Ferragens | Tinga | 5:41    |  |
| 5.             | "Cordel Branco e Encarnado" (Salgueiro)                                                        | Marcelo Motta, Tico do Gato, Ribeirinho, Dílson Marimba, Domingos PS, Diego Tavares | Quinho, Serginho do Porto, Leonardo Bessa                                                                                         | 6:01    |  |
| 6.             | "Jorge, Amado Jorge" (Imperatriz Leopoldinense)                                                | Jeferson Lima, Ribamar, Alexandre D'Mendes, Cristóvão Luiz, Tuninho Professor | Dominguinhos do Estácio | 5:50    |  |
| 7.             | "Por Ti, Portinari, Rompendo a Tela, a Realidade" (Mocidade Independente)                      | Diego Nicolau, Gabriel Teixeira, Gustavo Soares | Luizinho Andanças | 6:07    |  |
| 8.             | "Da Seiva Materna ao Equilíbrio da Vida" (Porto da Pedra)                                      | Vadinho, Fernando Macaco, Tião Califórnia, Cici Maravilha, Bento, Denil, Oscar Bessa | Wander Pires | 5:47    |  |
| 9.             | "Uma Aventura Musical na Sapucaí" (São Clemente)                                               | Ricardo Góes, Grey, Serginho Machado, Marcos Antunes, FM, Guguinha, Vania Soares, Flavinho Segal                                                                                             | Igor Sorriso | 4:57    |  |
| 10.            | "Eu Acredito em Você! E Você?" (Grande Rio)                                                    | Edispuma, Licinho Jr., Marcelinho Santos, Foca, Melo | Wantuir | 5:28    |  |
| 11.            | "Bahia: E o Povo na Rua Cantando... É Feito Uma Reza, Um Ritual" (Portela)                     | Wanderley Monteiro, Luiz Carlos Máximo, Toninho Nascimento, Naldo, André do Posto 7 | Gilsinho | 5:50    |  |
| 12.            | "De Londres ao Rio: Era Uma Vez... Uma Ilha" (União da Ilha)                                   | Allan das Candongas, Alberto Varjão, Aloísio Villar, Cadinho, Carlinhos Fuzil, Eduardo Conti, Fabiano, Márcio André Filho, Marquinhus do Banjo, Roger Linhares                               | Ito Melodia | 5:23    |  |
| 13.            | "O Artista da Alegria Dá o Tom na Folia" (Renascer)                                            | Cláudio Russo, Adriano Cesário, Fabio Costa, Isaac | Rogerinho Renascer | 5:52    |  |
| Duração total: | Duração total:                                                                                 | Duração total: | Duração total: | 1:14:55 |  |

## Conteúdo musical
O álbum de 2012 manteve o efeito adotado nos álbuns de 2005 e de 2011, com o final de uma faixa e o início de outra sem mudança no som, fazendo parecer que tudo foi gravado de forma contínua. Cada faixa inicia com uma locução de Jorge Perlingeiro anunciando a escola, o enredo e os intérpretes. O mesmo expediente foi utilizado no álbum de 2005, com locuções de Demétrio Costa. As baterias das escolas também fazem uma rápida introdução antes dos intérpretes iniciarem o canto.
- 1. "São Luís - O Poema Encantado do Maranhão" (Beija-Flor)

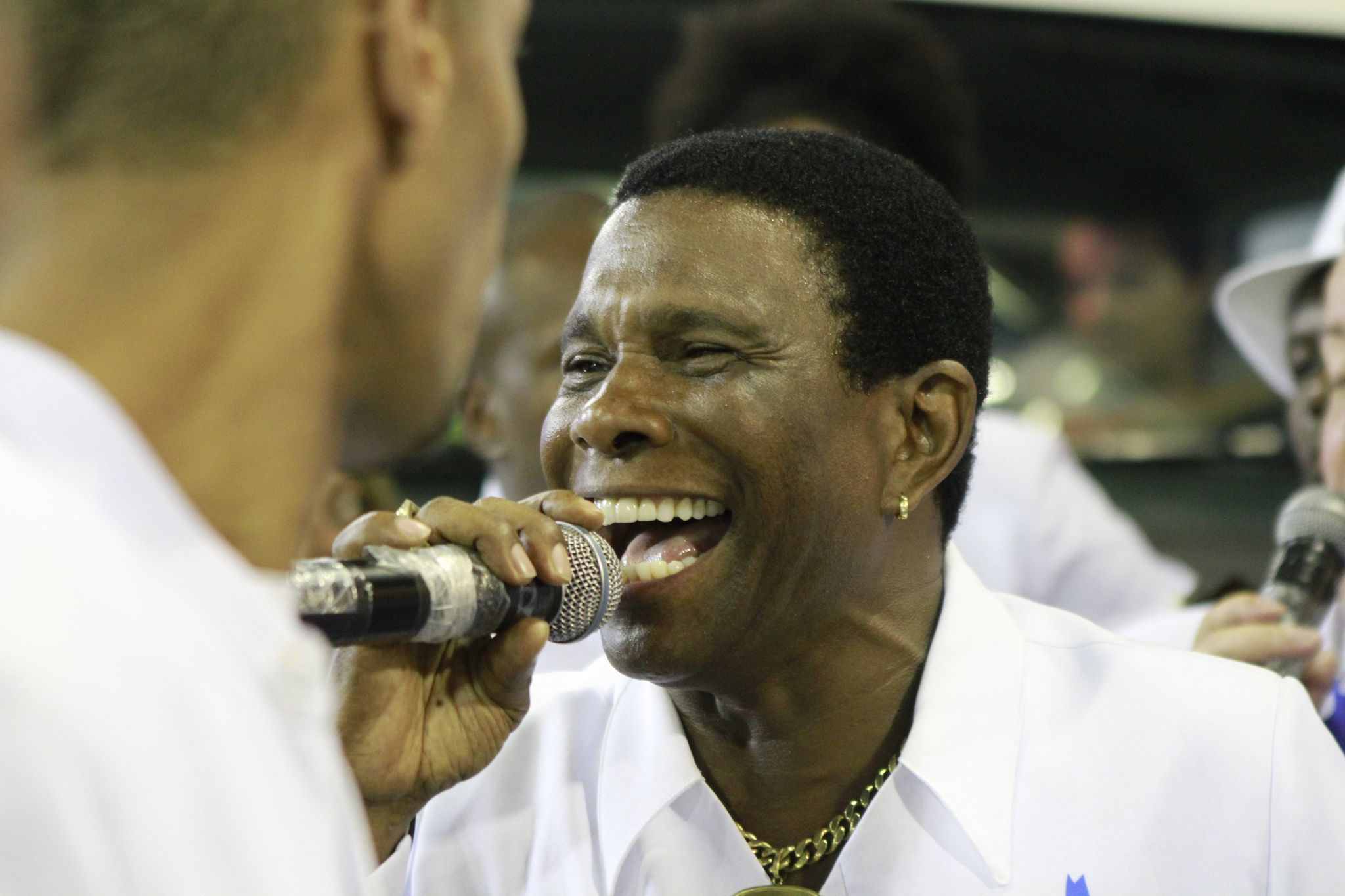
Neguinho da Beija-Flor interpreta a primeira faixa do álbum, sobre São Luís do Maranhão.

A primeira faixa começa com Perlingeiro anunciando Neguinho da Beija-Flor e a escola "campeoníssima" do carnaval 2011, a Beija-Flor. A seguir, ao som de matracas e pandeirão (instrumentos típicos do Bumba meu boi do Maranhão), César Nascimento canta, com auxílio de um coro, um verso da canção "Ilha Magnética", de sua própria autoria. Após essa introdução de quarenta segundos, entra Neguinho com o samba da escola. A letra da obra começa fazendo menção à história do Maranhão, abordando as invasões de França, Holanda e Portugal ("No mar vem três Coroas"). Também lembra o tráfico negreiro no estado e o refrão central faz referência às crenças religiosas levadas pelos escravos ("Na casa nagô a luz de Xangô, axé / Mina Jêje um ritual de fé / Chegou de Daomé, chegou de Abeokutá / Toda magia do vodun e do orixá"). A segunda parte faz referência à símbolos culturais de São Luís, como o Bumba Meu Boi, o cazumbá e os casarões do Centro Histórico. Também aborda o misticismo que envolve a cidade, como a lenda de Sinhá Ana Jansen e da Serpente Encantada. Por fim, a obra faz referência à artistas maranhenses como a cantora Alcione ("Marron é o tom da canção"), o carnavalesco Joãosinho Trinta ("Na terra da encantaria, a arte do gênio João") e o poeta Gonçalves Dias, cujo início do poema Canção do Exílio ("Minha terra tem palmeiras / Onde canta o Sabiá") é lembrado no refrão principal do samba ("Meu São Luís do Maranhão / Poema encantado de amor / Onde canta o sabiá / Hoje canta a Beija-Flor").
- 2. "O Dia em que Toda a Realeza Desembarcou na Avenida para Coroar o Rei Luiz do Sertão" (Unidos da Tijuca)

Na faixa da Unidos da Tijuca, interpretada por Bruno Ribas, são executadas bossas com auxílio de triângulo e de acordeão, a fim de se aproximar da musicalidade do Nordeste brasileiro. A obra inicia mencionando a proposta do enredo, em que reis e rainhas viajam pelo sertão brasileiro para coroar Luiz Gonzaga como o Rei do Sertão. A letra também menciona que a inspiração é dada por "Lua", apelido de Gonzaga ("Nessa viagem arretada / 'Lua' clareia a inspiração / Vejo a realeza encantada / Com as belezas do sertão"). A partir de então, o samba faz menção a vários símbolos ligados ao Nordeste, como Mestre Vitalino ("O barro, o mestre, a criação"), a obra Morte e Vida Severina ("Eu vi no caminho vida severina"), e o Rio São Francisco ("À margem do 'Chico' espantei o mal"). A letra também faz referência à diversas obras de Luiz Gonzaga como "Vida de Viajante" ("Chuva, sol meu olhar"); "O Xote das Meninas" ("Tem xote menina nesse arrasta pé"); "A Triste Partida" ("Em cada estação, a triste partida"); "Noites Brasileiras" ("Simbora que a noite já vem, saudades do meu São João"); "Respeita Januário" ("Respeita Veio Januário, seus oito baixo tinhoso que só"); e "Numa Serenata" ("Numa serenata feliz vou cantar"). O clássico "Asa Branca" é lembrado no refrão principal, num encontro com o pavão, símbolo da escola ("A minha emoção vai te convidar / Canta tijuca, vem comemorar / Inté Asa Branca encontra o pavão / Pra coroar o Rei do Sertão").
- 3. "Vou Festejar! Sou Cacique, Sou Mangueira!" (Mangueira)

A faixa da Mangueira é a de maior duração do álbum. A gravação teve participação de intérpretes ligados ao Fundo de Quintal, grupo musical que surgiu nas rodas de samba do Cacique de Ramos, tema da obra. A faixa começa com a introdução da música "Cabelo Pixaim", de Jorge Aragão. Na primeira passada do samba, Xande de Pilares, Dudu Nobre, Sombrinha, Beth Carvalho, Jorge Aragão e os intérpretes oficiais da escola, Luizito, Zé Paulo Sierra, Ciganerey e Vadinho Freire, dividem os vocais da canção, cada um cantando determinado trecho do samba, acompanhados apenas do surdo de marcação, cavaco e pandeiro. Na segunda passada, entram a bateria toda e o coral da comunidade e os quatro intérpretes assumem os vocais. A letra do samba faz menção à canções que fizeram sucesso nas rodas de samba do Cacique, como "Caciqueando" ("Esqueça a dor da vida, caciqueando na avenida"), "Vou Festejar" ("Chora, chegou a hora, eu não vou ligar") e "Coisinha do Pai", que foi reproduzida em Marte ("Por todo universo minha voz ecoou..."). Também faz referência à rivalidade com o bloco Bafo da Onça ("Era um nó na garganta ver o Bafo da Onça desfilar"); à tão pleiteada reforma da quadra do Cacique ("Um lugar, o meu berço num novo lar"); e à famosa tamarineira da quadra ("Debaixo da tamarineira / Oxóssi guerreiro me fez recordar").
- 4. "Você Semba Lá... Que Eu Sambo Cá! O Canto Livre de Angola" (Vila Isabel)

A faixa da Vila Isabel é interpretada por Tinga. A letra da obra começa lembrando que a escola tem vocação para exaltar a africanidade ("Vibra oh minha Vila / A tua alma tem negra vocação") e relembra o clássico Kizomba, a Festa da Raça, com o qual a escola foi campeã do carnaval de 1988 ("Incorpora outra vez Kizomba e segue na missão"). O refrão central exalta a figura da Rainha Ginga Ambande, fundadora e rainha do Reino da Matamba, região onde fica Angola ("Reina Ginga ê matamba vem ver a lua de Luanda nos guiar / Reina Ginga ê matamba negra de Zambi, sua terra é seu altar"). A segunda parte do samba inicia fazendo menção ao tráfico de escravos para o Brasil e a bagagem cultural levada por eles ("Somos cultura que embarca / Navio negreiro, correntes da escravidão / Temos o sangue de Angola / Correndo na veia, luta e libertação"). No final da segunda parte, que prepara para o refrão principal, é apresentado um efeito de contracanto, muito presente em outros gêneros musicais, mas inédito em sambas de enredo. Nessa parte, são mencionadas as manifestações culturais que os negros levaram da África para o Brasil, o surgimento do samba carioca e a figura de Tia Ciata ("Pelos terreiros / dança, jongo, capoeira / Nascia o samba / ao sabor de um chorinho / Tia Ciata embalou / Nos braços de violões e cavaquinhos a tocar"). Também é exaltada a figura de Martinho da Vila, considerado um embaixador cultural de Angola ("Viva o povo de Angola e o negro Rei Martinho"). O refrão principal brinca com a etimologia da palavra "samba", que é próxima ao semba angolano ("Semba de lá, que eu sambo de cá") e também faz referência aos dez anos do final da Guerra Civil Angolana, finalizada em 2002 ("Já clareou o dia de paz").
- 5. "Cordel Branco e Encarnado" (Salgueiro)

A faixa do Salgueiro é interpretada por Quinho, Serginho do Porto e Leonardo Bessa. Na primeira passada, cada intérprete canta um trecho. Na segunda, os três cantam juntos. Assim como a Tijuca, o Salgueiro também faz uso do triângulo e do acordeão, remetendo à musicalidade nordestina. A primeira parte tem onze versos, seguidos do refrão central com quatro versos. A segunda parte também tem onze versos seguidos do refrão principal com quatro versos. A letra inicia com o próprio cordel, tema da obra, se apresentando ("Sou 'cabra da peste' / Oh minha 'fia', eu vim de longe pro Salgueiro"). Os versos seguinte lembram que o cordel teve origem na trova medieval e cita personagens característicos dessa literatura ("Em trovas, errante, guardei / Rainhas e reis, e até heroico bandoleiro"). A seguir é lembrada a obra Os Doze Pares da França ("Os doze do imperador / Que conquistou o romanceiro popular"). Após a "viagem na barca", que levou a literatura medieval ao Brasil, a letra do samba passa a mencionar obras e personagens do cordel nordestino, como O Romance do Pavão Misterioso ("A ave encantada / Amor que vence na lenda / Mistério pairando no ar"). O refrão central do samba cita Lampião e Antônio Conselheiro, personalidades do Nordeste retratadas em diversos romances de cordel ("Cabra macho justiceiro / Virgulino, é Lampião! / Salve, Antônio Conselheiro! / O profeta do sertão"). A segunda parte do samba inicia lembrando as lendas e histórias de assombração recorrentes em cordel. Padre Cícero também é mencionado. O samba termina confraternizando os compositores do Salgueiro e os autores de cordel. A obra faz uso de diversas expressões regionais, como "vixe, Maria", "se avexe não", "cabra da peste", "minha fia" e "mais um cadim".
- 6. "Jorge, Amado Jorge" (Imperatriz Leopoldinense)

A faixa da Imperatriz é cantada por Dominguinhos do Estácio. A bateria da escola faz uma introdução com berimbau, instrumento utilizado durante toda a obra. A letra do samba começa citando a Bahia e os orixás Oxalá e Iemanjá. A seguir, a obra faz menção à infância do homenageado. O refrão central faz referência à símbolos da Bahia que serviram de inspiração para Jorge Amado ("Olha o acarajé! Quem vai querer? / Temperado no axé e dendê / Quem tem fé vai a pé... Vai, sim! / Abrir caminhos na lavagem do Bonfim"). O início da segunda parte do samba faz referência à influência da política nas obras do escritor. A seguir são lembradas outras obras como Navegação de Cabotagem ("Memórias sob o lume do luar") e Dona Flor e Seus Dois Maridos ("O doce perfume da flor"). Na preparação para o refrão final, o samba volta a fazer menção à Bahia, além de saudar Xangô e Oxum ("Kaô kabesilê! Ora Iê Iê Oxum! / Tem festa no Pelô! / Na ladeira, capoeira mata um").
- 7. "Por Ti, Portinari, Rompendo a Tela, a Realidade" (Mocidade)

A faixa da Mocidade é interpretada por Luizinho Andanças. A canção faz referência à diversas obras de Cândido Portinari, como os murais de azulejo da Igreja da Pampulha ("Voar pelas asas de um anjo / Num céu de azulejos, pedir proteção"); Retirantes ("Vida de um retirante / No sol escaldante que queima o sertão"); Guerra e Paz ("Meu samba canta mensagens de guerra e paz"), além de outras figuras constantemente retratadas pelo pintor como as pipas ("Solto no céu feito pipa a voar") e os meninos ("Quero te ver qual menino feliz").
- 8. "Da Seiva Materna ao Equilíbrio da Vida" (Porto da Pedra)

A faixa do Porto da Pedra é interpretada por Wander Pires. A obra começa lembrando o leite materno ("Poema à vida e ao seio jorrando amor / A seiva materna / Meu Porto da Pedra alimentou"). A seguir, são lembradas as lendas e as histórias ligadas ao leite, como o mito grego de que a via láctea foi formada através do leite materno da deusa Hera ("Hera gera o caminho das estrelas"); a Loba Romana que amamentou o fundador da cidade de Roma ("Mãe Loba amamentou o Grande Império"); a terra prometida por Deus, de onde jorraria leite e mel ("A fé se envolveu e foi saborear"); e o culto à vaca como animal sagrado na Índia ("A dádiva que fez o animal sagrado"). No refrão central é mencionado o surgimento dos derivados do leite ("A essência é derivada da mistura dos sabores"). A utilização do iogurte pelos exércitos Egípcio, Romano e Chinês é lembrada no início da segunda parte do samba ("Seguiu o alimento vencendo batalhas / Esse doce sabor pelo mundo / Com o tempo rompendo muralhas"). A seguir, é lembrado que, com as grandes navegações e a expansão comercial, o iogurte é levado à todas as parte do mundo ("Pelos mares navegou / Embalando a evolução").
- 9. "Uma Aventura Musical na Sapucaí" (São Clemente)

A faixa da São Clemente é cantada por Igor Sorriso. O intérprete abre a faixa exaltando os cinquenta anos da escola. A obra faz referência a diversos musicais nacionais e internacionais como Cabaret ("Vem viajar na magia / Do meu cabaré, com samba no pé"); O Fantasma da Ópera ("Dei um susto o Fantasma sumiu"); Ópera do Malandro ("Hoje o malandro sou eu / Vi a tristeza feliz da vida"); e A Noviça Rebelde ("Noviça dançou, ao som da canção / E conquistou meu coração"). Bububu no Bobobó, musical brasileiro do Teatro de Revista, não é citado na sinopse do enredo, mas foi lembrado pelos compositores no refrão principal ("Tem Bububu no Bobobó / Sem Sassarico é o ó"). Em vários trechos, os compositores fazem uso da irreverência, característica da escola, como no verso "Puxa! Aqui Paris é Avenida", que brinca com a sonoridade de um xingamento. Efeitos de violino foram utilizados em alguns trechos, como no verso "Um violino anuncia / Vem viajar na magia".
- 10. "Eu Acredito em Você! E Você?" (Grande Rio)

A faixa da Grande Rio é interpretada por Wantuir. A canção apresenta diversas frases de motivação, o que levou a crítica especializada a chamar a obra de "samba de autoajuda". Entre os versos motivacionais estão "Lutar sem desistir / Das cinzas renascer"; "A felicidade mandou avisar / É preciso superar"; "Derrubar o gigante eu vou"; "Acreditar que pra sonhar não há limitações". Também é abordado o uso da fé para enfrentar as adversidades ("Eu encontrei na fé / A força pra vencer"). Há também uma menção ao Festival Folclórico de Parintins ("Em Parintins um grande festival").
- 11. "Bahia: E o Povo na Rua Cantando... É Feito Uma Reza, Um Ritual" (Portela)

A faixa da Portela é interpretada por Gilsinho. A letra do samba é em primeira pessoa. A obra inicia com a expressão de tratamento "Meu rei", popular na Bahia, e pede licença ao Senhor do Bonfim para "entrar" no estado homenageado. Logo depois, é mencionada a cantora Clara Nunes, fio condutor do enredo ("Com Clara Guerreira à Bahia / Cheguei, eu cheguei pra festejar"). A seguir, o samba cita manifestações religiosas como as lavagens das igrejas e as procissões marítimas. O primeiro refrão da obra faz referência ao culto à Iemanjá ("No mar / Procissão dos Navegantes / Eu também sou almirante / De Nossa Senhora Iemanjá"). O verso "Vou no gongá bater tambor / Rezo no altar, levo o andor" sintetiza o sincretismo das religiões afro-americanas com o catolicismo. A seguir, são mencionadas outras duas manifestações populares no estado: a patuscada e o samba de roda ("Desce a ladeira meu amor / Que a patuscada começou / Eu vim pra rua / Onde o samba de roda chegou"). O segundo refrão faz referência às baianas quituteiras ("Iaiá / De saia rendada em cetim / Bota o tempero na festa / Oi, tem abará e quindim"). Na preparação para o terceiro refrão, a letra busca sintetizar o enredo, descrevendo que a Portela "acolhe a Bahia em seu canto / Com festas, rezas, rituais / Vestido de azul e branco" e eleva os baluartes portelenses à figura de orixás ("Eu venho estender o nosso manto / Aos meus santos do samba que são Orixás"). O refrão final utiliza uma metáfora lúdica ao cantar que o bairro da escola, Madureira, vai ao encontro do Pelourinho baiano ("Madureira sobe o Pelô"). Também são citadas a capoeira e o Olodum ("Tem capoeira / Na batida do tambor... Samba Ioiô / Rola um toque de Olodum... Lá na Ribeira / A Bahia me chamou").
- 12. "De Londres ao Rio: Era Uma Vez... Uma Ilha" (União da Ilha)

A faixa da União da Ilha é interpretada por Ito Melodia. O samba começa fazendo referência a fundação de Londres pelo Império Romano ("Era uma Ilha... Onde um povo valente vivia / E um grande Império conquistou"). Os versos seguintes fazem menção ao período das cruzadas e à São Jorge, padroeiro da Inglaterra ("Peguem as armas diz a voz / De um Santo Guerreiro / Os bravos vão lutar, cruzar fronteiras / Com sua fé estampada na bandeira"). O refrão central faz uma brincadeira misturando símbolos do Rio de Janeiro e de Londres ("Vou botar molho inglês na feijoada / Misturar chá com cachaça") e lembra o clássico Hamlet, do dramaturgo inglês William Shakespeare, e o teatro elisabetano ("Ser ou não ser, eis a questão / Tem choro e riso nesse palco de ilusão"). O início da segunda parte lembra a expansão marítima e suas conquistas ("Vão dominar o mar e grandes tesouros"). A seguir, a letra da canção faz referência à ciência, literatura e cinema ("Guiados pelos olhos da Ciência / Lindos contos vão brotar... / A luz do cinema é a arte a brilhar"). A música inglesa é lembrada a seguir, com menções ao movimento hippie e ao rock and roll ("Olha, bicho, paz e amor suingou / Batuquei meu samba com rock’n roll"). Logo depois, a letra faz a transição para o momento carioca do samba, lembrando o carnaval e o futebol ("Na minha terra tem o reino da folia / Futebol que contagia... É gol!"). As Olimpíadas são lembradas no verso "Acendo a chama pela paz universal". O refrão principal inicia fazendo uma brincadeira com as medalhas olímpicas ("A minha Ilha é ouro é prata / Tem o bronze da mulata") e encerra exaltando o Rio de Janeiro ("Canta, meu Rio, em verso e prosa / Com a cidade ainda mais maravilhosa").
- 13. "O Artista da Alegria Dá o Tom na Folia" (Renascer de Jacarepaguá)

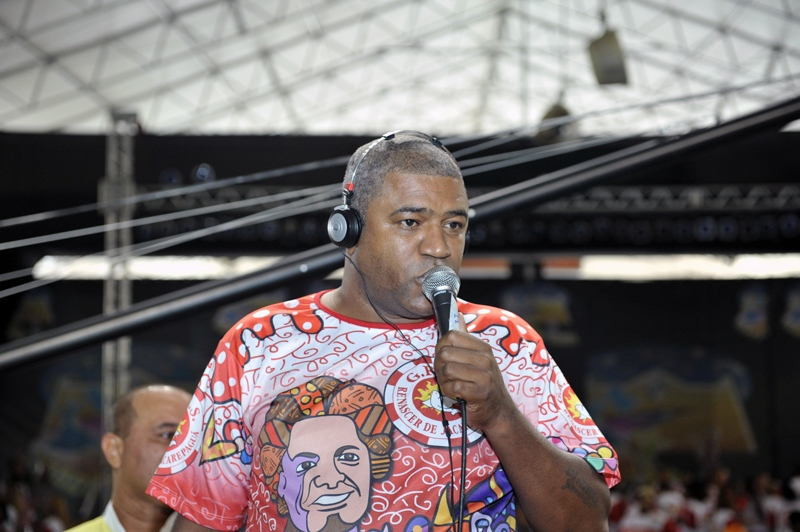
Rogerinho, intérprete da Renascer, na gravação do samba de 2012.

A última faixa do álbum, da Renascer de Jacarepaguá, é interpretada por Rogerinho Renascer. O início da canção simboliza o dom divino dado por Deus ao homenageado, o pintor Romero Britto ("Esse dom que faz o artista imortal / É luz do céu para pintar / A Renascer no carnaval"). A seguir, a obra aborda o encontro de Romero com o conhecimento ("Em páginas arte que viu / O inverso se abriu, presente de irmão") e o contato com a obra de Caravaggio, que fez Romero optar por um estilo oposto ("Contraste que se refletiu / Universo do artista, outra direção"). O refrão central simboliza o ato de pintar e faz referência ao quadro "O Abraço" / "The Hug" ("Nas cores de sua aquarela / Valores brincando na tela / Aquele abraço desenhar / Gira o compasso eu quero outra vez sambar"). A segunda parte do samba é sobre o reconhecimento da obra de Romero ("Sensibilidade, pop arte ao mundo espalhou"). As exposições no Museu do Louvre são lembradas em "Eu sei que a arte vai reinar / Tal qual as telas na Cidade Luz". O final da segunda parte mostra que o Rio de Janeiro acolheu Romero com a homenagem no carnaval e lembra Recife, a cidade natal do pintor ("Do alto do morro o Redentor abraça o gênio / Que hoje repinta esta Cidade / Moleque Recife é saudade"). No refrão principal do samba, a escola se coloca como uma galeria de arte expondo a obra de Romero ("Pintor da alegria, calor da emoção / Pintou Renascer no meu coração / No tom da folia vou me apresentar / Na Galeria Jacarepaguá").

## Crítica profissional
| Críticas profissionais | Críticas profissionais |
| Avaliações da crítica  | Avaliações da crítica  |
| Fonte                  | Avaliação              |
| ---------------------- | ---------------------- |
| O Globo                | Bom                    |

Bernardo Araújo, do jornal O Globo avaliou o álbum como bom. Segundo o jornalista, a faixa da Beija-Flor tem "boas soluções melódicas, um certo trava-língua afro (no refrão do meio) e uma inevitável sensação de déja-vu". A Unidos da Tijuca apresenta um "samba animado, mas pouco inspirado, melódica e liricamente". A obra do Salgueiro tem "um refrão poderoso e um uso mais esperto de palavras típicas do vocabulário nordestino" (em comparação com a Tijuca). Araújo elogia o intérprete da Imperatriz, Dominguinhos do Estácio ("com quase 40 anos de avenida, defende bem o samba"). Para o jornalista, no samba da escola "sobra animação e falta criatividade, além do universo de Jorge Amado passar longe, dando a impressão de que o enredo é sobre a Bahia". A Portela apresenta "uma bela obra, com um formato diferente, três refrãos e um trecho precioso no meio, com frases curtas e percussivas". A obra da Vila Isabel tem "uma batida contagiante, levada pelas caixas da bateria". O samba da Mangueira foi elogiado, mas a gravação com os intérpretes da escola mais os outros convidados foi criticada ("uma espécie de jogral, com os três puxadores da escola e mais Beth Carvalho, Jorge Aragão, Sombrinha e outros, todos bons cantores, mas que, juntos, não formam um samba-enredo). A Grande Rio apresenta "um samba bobo, onde não se enxerga um enredo, com rimas óbvias como coração e emoção". No samba da São Clemente, foi elogiado o refrão principal: "tem boas chances de ser o mais cantado do carnaval". A Mocidade tem um samba "redondo, de melodia algo melancólica, que vende bem o enredo". A União da Ilha apresenta um samba "simples, quase ingênuo, que remete à velha Ilha dos anos 1970 e 80, puxado com maestria por Ito Melodia". As duas canções mais criticadas foram a da Porto da Pedra, sobre o iogurte ("O samba é bom? Não, claro que não. Mas é digno, o que é uma façanha diante de um terreno tão lactobacilento") e da Renascer ("tenta tirar leite de pedra ao homenagear o pintor Romero Brito e fracassa, escorregando na breguice").
Leonardo Bruno, do Extra, também elogiou o álbum ("Uma safra de temas como há muito não se via teve como consequência canções belíssimas"). O jornalista destacou o samba da Portela ("foge da fórmula que vinha reinando na Sapucaí e traz uma melodia diferenciada e uma letra inspirada, desamarrada da sinopse do carnavalesco, original"). A obra da Vila também foi elogiada ("evoca Kizomba para falar de Angola, com uma vibração fora do comum"). Para Leonardo, a São Clemente "conseguiu fazer uma obra irreverente e com a sua cara"; a Unidos da Tijuca "mostra um samba superior aos dos últimos anos"; a Mangueira apresenta um samba "valente", "mas a audição é prejudicada pelo excesso de cantores fazendo participações"; a Beija-Flor "procurou seguir seu estilo tradicional, mas com uma composição de qualidade inferior"; os sambas de Salgueiro e Imperatriz "alternam bons e maus momentos"; a Mocidade tem um samba "lírico para falar de Portinari, mas não empolga"; a União da Ilha "errou a mão na canção sobre Londres, perdendo sua leveza"; a Grande Rio "fala de superação num samba confuso"; a obra da Renascer "passa batida"; e a Porto da Pedra tem "um samba digno para falar do iogurte".
Marco Maciel, do site especializado Sambario, elogiou a safra de sambas ("uma das mais qualificadas dos últimos tempos"). O samba da Portela recebeu nota 10: "O samba é completamente distinto da padronização atual, apresentando três refrãos fortes e três estrofes, das quais duas ágeis e a última com versos mais estendidos". Também foi elogiada a interpretação de Gilsinho e o desempenho da bateria. A obra da Vila Isabel teve nota 9,9: "poesia de primeiríssima qualidade, além de uma melodia esplêndida em vários trechos, em especial no falso refrão central". Também foi elogiada a utilização do contracanto na segunda parte da obra: "São estes contracantos que centralizam atenção num trecho absurdamente fantástico, que culmina num fechamento apoteótico". A Beija-Flor ganhou nota 9,5: "O refrão central é a melhor parte do hino, impondo explosão e valentia. A segunda parte é outra a apresentar excelente conjunto melódico num todo". A Mangueira também ganhou 9,5: "uma gravação um tanto irregular num conjunto geral. Irregularidade evidenciada com a participação de Jorge Aragão, que canta o trecho final, que faz menção a sambas de sua autoria, numa oitava abaixo dos demais". A Imperatriz também teve nota 9,5: "Todo o samba é forte e pesado, com destaque absoluto para a segunda parte, tomada por variações de excelente qualidade que aliam dolência e explosão". A interpretação de Dominguinhos do Estácio também foi elogiada ("a primorosa interpretação do experiente Dominguinhos do Estácio no álbum é uma atração à parte"). A canção da Unidos da Tijuca recebeu nota 9,4: "Uma obra repleta de trechos emocionantes e de excelente qualidade melódica, em muitos momentos se remetendo a canções nordestinas". A Mocidade também recebeu nota 9,4: "O hino é repleto de belos trechos, configurando uma bela coesão melódica (num geral, dolente e pesada) e com variações que favorecem o timbre agudo de Luizinho Andanças, estreante na agremiação e que tem excelente desempenho na faixa". O andamento adotado pela bateria na gravação foi apontado como o melhor do disco. A obra do Salgueiro ganhou nota 9: "As expressões nordestinas são bem empregadas e a melodia do samba-enredo, embora apresente poucas inovações, mantém uma linha correta". O samba da União da Ilha teve nota 8,8: "hino agradável, embora muito distante dos clássicos insulanos e com ausência de inovações melódicas". A canção da Renascer recebeu nota 8,7: "audição agradável, mas distante em termos de qualidade da maioria dos hinos do grupo". A obra da São Clemente ganhou nota 8,6: "animado, funcional, pra cima e com alguns trechos dolentes". O intérprete Igor Sorriso também foi elogiado: "uma das melhores atuações do disco". O samba da Porto da Pedra teve nota 8,2: "hino simpático e de audição agradável". A Grande Rio teve a obra mais mal avaliada, recebendo nota 8: "uma obra burocrática, com duas partes que não chamam atenção e variações melódicas escassas".

## Desempenho comercial
O álbum esteve entre os mais vendidos do país, chegando a ocupar a terceira posição do Top 20 Semanal da Associação Brasileira dos Produtores de Discos (ABPD).
| Top 20 - Álbuns mais vendidos no Brasil        | Top 20 - Álbuns mais vendidos no Brasil | Top 20 - Álbuns mais vendidos no Brasil |
| Semana                                         | Posição                                 | Ref.                                    |
| ---------------------------------------------- | --------------------------------------- | --------------------------------------- |
| 2 a 8 de janeiro de 2012                       | 5                                       | [ 71 ]                                  |
| 13 a 19 de janeiro de 2012                     | 9                                       | [ 72 ]                                  |
| 20 a 26 de janeiro de 2012                     | 3                                       | [ 72 ]                                  |
| 30 de janeiro de 2012 a 5 de fevereiro de 2012 | 3                                       | [ 73 ]                                  |
| 6 a 12 de fevereiro de 2012                    | 5                                       | [ 73 ]                                  |
| 13 a 19 de fevereiro de 2012                   | 3                                       | [ 74 ]                                  |

## Os sambas no carnaval

### Premiações
O samba da Portela recebeu todos os prêmios do carnaval de 2012. Em 2020, o samba foi premiado pelo jornal O Globo como o melhor da década. Um júri especializado, formado por compositores e jornalistas, colocou a obra entre as dez melhores da década. Numa votação popular online, o samba da Portela foi eleito o melhor entre os dez concorrentes com 28% dos votos contra 26% de "História pra Ninar Gente Grande" (Mangueira/2019).
Prêmios recebidos por "Bahia: E o Povo na Rua Cantando... É Feito Uma Reza, Um Ritual" (Portela):
| 1. Estandarte de Ouro 2. Estrela do Carnaval 3. Gato de Prata 4. Plumas & Paetês Cultural 5. Prêmio SRzd | 6. S@mba-Net 7. Tamborim de Ouro 8. Troféu Sambario 9. Troféu Tupi Carnaval Total 10. Melhor samba da década |

## Créditos
| Ao processo de elaboração do álbum se atribui os seguintes créditos: - Produtor fonográfico: Gravadora Escola de Samba LTDA. (GRAVASAMBA) - Direção artística: Zacarias Siqueira de Oliveira - Produção: Laíla e Mário Jorge Bruno - Apoio à produção: Gleide Mota Trancoso - Coordenação do projeto: Denise Romano - Gravado por: MW Musical (Ao vivo na Cidade do Samba, Rio de Janeiro, RJ) - Unidade móvel: Spectacle - Responsável técnico: Dominique Chalhoub - Assistentes técnicos: Mauro Araújo - Monitoração: MZ Áudio - Técnico de monitor: Jairo dos Santos - Gravado por: William Luna Jr. e Mário Jorge Bruno - Assistente técnico de gravação: José Sartori (Magro) - Mixagem: Cia. dos Técnicos Studios - Mixado por: Mário Jorge Bruno e William Luna Jr. - Assistentes de mixagem: Daniel Sorriso e Douglas de Souza - Coordenação de estúdio: Eusa Alves - Masterizado na Cia. dos Técnicos Studios por: Vanius Marques - Edição digital: Daniel Sorriso e Felipe Medeiros - Projeto gráfico: Leandro Siqueira e Alberto Vilar (LA Studio) - Revisão: Luiz Augusto (Revertexo) - Arte da capa: Fabio Oliveira - Foto da capa e da contracapa: Henrique Matos - Arregimentação das escolas de samba: Zacarias Siqueira de Oliveira | - Arregimentação, harmonia e percussão: Genilson Barbosa e Mário Jorge Bruno - Arranjo / regência: Alceu Maia (faixas 2, 3, 4, 5, 6, 9, 11) e Jorge Cardoso (faixas 1, 7, 8, 10, 12, 13) - Mestres de bateria: Rodney e Plínio (Beija-Flor); Casagrande (Unidos da Tijuca); Aílton André Nunes (Mangueira); Paulinho Botelho (Vila Isabel); Marcão (Salgueiro); Marcone (Imperatriz); Berreco e Dudu (Mocidade Independente); Thiago Diogo (Porto da Pedra); Calequinho e Gil (São Clemente); Ciça (Grande Rio); Nilo Sérgio (Portela); Riquinho (União da Ilha); e Paulão (Renascer) - Coro da comunidade: Todas as escolas - Locuções: Jorge Perlingeiro Vídeo - Equipe técnica de vídeo-produção: Diamante Produart - Camera-men: José Luís Rosas, Cláudio Filardes, Leonardo Soares e Rodrigo Arnaut shwartz - Assistente de câmera: Luís Carlos Gomes - Edição e finalização: Leonardo Soares - Produção: Bárbara Ferret - Roteiro e jornalismo: Lívia Queiróz - Direção geral: Diamantino Soares Base - Cavaquinho: Rafael Prates, Alceu Maia e Paulinho Soares "Galeto" - Violão de sete cordas: Carlinhos 7 Cordas - Complementos de harmonia: Marcelo Nami, Tutuca Borba, Agostinho Silva, Márcio Vanderlei, Binho Percussão, Marcos Esguleba, Camaleão, Armando Marçal, Mestre Marcone, Biquinho e Besouro |